# Baikia africana
Baikia africana — вид плазунів з родини амфісбенових (Amphisbaenidae). Ендемік Нігерії. Це єдиний представник монотипового роду Baikia.

## Поширення і екологія
Baikia africana відомі з типової місцевості, розташованої в околицях міста Моква в штаті Нігер. Вони живуть в саванах, трапляються на полях.